# Großsteingräber bei Brockhimbergen
Die Großsteingräber bei Brockhimbergen waren vier Grabanlagen der jungsteinzeitlichen Trichterbecherkultur nahe dem zur Gemeinde Himbergen gehörenden Ortsteil Brockhimbergen im Landkreis Uelzen, Niedersachsen. Die Gräber wurden 1846 von Georg Otto Carl von Estorff beschrieben. Zu diesem Zeitpunkt war bereits ein Grab zerstört. Die restlichen drei, durch von Estorff genauer beschriebenen und gezeichneten Gräber wurden in der zweiten Hälfte des 19. Jahrhunderts zerstört. Diese drei Anlagen tragen die Sprockhoff-Nummern 787–789.

## Lage
Die Gräber 1 und 2 lagen östlich des zu Brockhimbergen gehörenden Wohnplatzes Kollendorf. In der Nähe lag ein weiteres Grab, das bereits bei von Estorffs Aufnahme restlos zerstört war. Grab 3 lag nördlich hiervon, östlich des Weges von Kollendorf nach Himbergen und südlich des Röbbelbachs.

## Beschreibung

### Grab 1

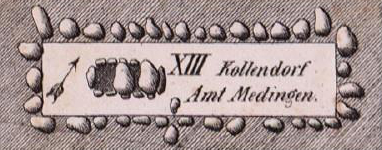
Grab 1 nach von Estorff

Grab 1 besaß ein nordost-südwestlich orientiertes Hünenbett mit einer Länge von 22 m und einer Breite von 6 m. Die steinerne Umfassung war bei von Estorffs Aufnahme noch einigermaßen vollständig erhalten, einige Steine waren aber bereits umgekippt. In der südwestlichen Hälfte des Hünenbetts lag die Grabkammer. Sie hatte eine Länge von etwa 4,3 m und eine Breite von 1,8 m. Sie besaß fünf Wandsteinpaare an den Langseiten und je einen Abschlussstein an den Schmalseiten. Diese standen 1846 noch alle in situ. Von den Decksteinen waren nur noch zwei vorhanden, die noch auf den Wandsteinen auflagen. Mehrere weitere fehlten bereits. Es scheint sich um einen Großdolmen gehandelt zu haben.

### Grab 2

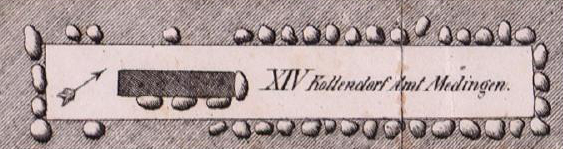
Grab 2 nach von Estorff

Das zweite Grab besaß ein nordost-südwestlich orientiertes Hünenbett mit einer Länge von 36 m und einer Breite von 7 m. Die Umfassung war 1846 noch recht gut erhalten. Im mittleren und nordöstlichen Bereich war sie noch vollständig, im südwestlichen Drittel wies sie aber bereits größere Lücken auf. Die ebenfalls im Südwestteil liegende Grabkammer war bereits stark zerstört. Ihre Länge betrug 8 m. Erhalten waren lediglich der nordöstliche Abschlussstein und die drei angrenzenden Wandsteine der südöstlichen Langseite. Der genaue Grabtyp lässt sich nicht sicher bestimmen, aufgrund der Größe der Kammer muss es sich jedoch um einen Großdolmen oder ein Ganggrab gehandelt haben.

### Grab 3

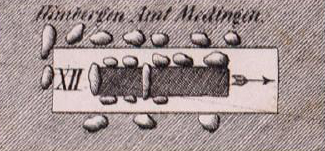
Grab 3 nach von Estorff

Grab 3 besaß ein nord-südlich orientiertes Hünenbett, dessen genaue Ausmaße sich wegen des schlechten Erhaltungszustands nicht mehr genau bestimmen ließen. Von Estorff gab die Länge mit 16 m und die Breite mit 5 m an. Die steinerne Umfassung wies bereits größere Beschädigungen auf. An der westlichen Langseite waren noch sechs, an der östlichen Langseite drei und an der südlichen Schmalseite zwei Steine erhalten. Die Grabkammer hatte eine Länge von 8,5 m und eine Breite von 1,8 m. Auch die Kammer war bereits stark zerstört. Sie besaß noch fünf Wandsteine an der westlichen Langseite, drei an der östlichen Langseite, der südliche Abschlussstein war vorhanden. Im mittleren Teil der Kammer lag ein einzelner schmaler Stein quer in der Kammer. Hierbei handelte es sich entweder um eine Unterteilung der Grabkammer oder um einen herabgestürzten Deckstein. Der genaue Grabtyp lässt sich nicht sicher bestimmen, aufgrund der Größe der Kammer muss es sich jedoch um einen Großdolmen oder ein Ganggrab gehandelt haben.